# Dakarai Allen
Dakarai Allen (Sacramento, California, 2 de febrero de 1995) es un exbaloncestista estadounidense que disputó cuatro temporadas en la NBA G League. Con 1,96 metros de estatura, jugaba en la posición de escolta.

## Trayectoria deportiva

### Universidad
Jugó cuatro temporadas con los Aztecs de la Universidad Estatal de San Diego, en las que promedió 5,1 puntos, 2,5 rebotes y 0,9 asistencias por partido. En 2017 fue elegido por los entrenadores de la conferencia Jugador Defensivo del Año de la Mountain West Conference. e inculido en el mejor quinteto.

### Profesional
Tras no ser elegido en el Draft de la NBA de 2017, realizó una prueba con los Salt Lake City Stars, quienes finalmente lo contrataron. Disputó 27 partidos, en los que promedió 3,4 puntos y 2,0 rebotes, hasta ser despedido en enero de 2018.
Diez días más tarde, fue reclamado por los Agua Caliente Clippers, con quienes acabó la temporada jugando como titular, y promediando 10,9 puntos y 3,9 rebotes por partido. en octubre volvió a formar parte del conjunto californiano.
En enero de 2019 fue activado por los Grand Rapids Drive.
[actualizar]